# Granatina
Granatina là một chi chim trong họ Estrildidae.